# ستاد بلدية أبيدجان
ستاد بلدية أبيدجان هو متعدد الاستخدامات الملعب في أبيدجان، كوت ديفوار. يتم استخدامه حاليًا في الغالب لمباريات كرة القدم وهو ملعب نادي استاد أبيدجان من دوري الدرجة الأولى في كوت ديفوار. الملعب يتسع لـ 1100 متفرج.

## روابط خارجية
- معلومات الملعب نسخة محفوظة 8 يناير 2012 على موقع واي باك مشين.